# Haematopota sinensis
Haematopota sinensis är en tvåvingeart som beskrevs av Ricardo 1911. Haematopota sinensis ingår i släktet Haematopota och familjen bromsar. Inga underarter finns listade i Catalogue of Life.